# Soverzene
Soverzene là một đô thị ở tỉnh Belluno trong vùng Veneto, có vị trí cách khoảng 90 km về phía bắc của Venice và khoảng 10 km về phía đông bắc của Belluno. Tại thời điểm ngày 31 tháng 12 năm 2004, đô thị này có dân số 412 và diện tích 14,8 km².
Soverzene giáp các đô thị: Erto e Casso, Longarone, Pieve d'Alpago, Ponte nelle Alpi.

## Biến động dân số
Population